# Jaroslav Zvoníček
Jaroslav Zvoníček (27. dubna 1903 Slavětín nad Metují – 3. října 1978 Jaroměř) byl český důstojník a partyzánský velitel v období druhé světové války.

## Život

### Před druhou světovou válkou
Jaroslav Zvoníček se narodil 27. dubna 1903 ve Slavětíně nad Metují na Náchodsku v rodině řezníka, kterým se i sám vyučil. Prezenční vojenskou službu nastoupil v roce 1924 u dělostřeleckého pluku 5 v Českých Budějovicích. Během ní se rozhodl v armádě zůstat a v roce 1926 nastoupil do školy pro rotmistry dělostřelectva z povolání. Dosáhl hodnosti rotmistra, v období před rozpuštěním Československé armády sloužil u dělostřeleckého pluku 4 v Josefově. Oženil se s Marií Sedláčkovou, manželům se v roce 1933 narodil syn Jaroslav a v roce 1942 dcera Jana.

### Druhá světová válka
Po německé okupaci byl k 30. červenci 1937 zařazen do nově vzniklého Vládního vojska. Zapojil se do protinacistického odboje mj. do zcizování a ukrývání zbraní ze zásob vládního vojska. V květnu 1944 byl v rámci 7. praporu vládního vojska odeslán do severní Itálie, kde u obce Bressana v blízkosti mostu přes řeku Pád navázal kontakt s italskými partyzány. Ve spolupráci s nimi zorganizoval v noci z 18. na 19. září 1944 zběhnutí 33 vojáků a ukořistění tří protiletadlových kanónů, dvou kulometů, granátů, munice a další materiálu z budovaného opěrného bodu. Společně s kpt. Františkem Petříkem byla z uprchlých vojáků zorganizována partyzánská skupina, která v severoitalských horách operovala až do konce války a zúčastnila se četných bojových střetů. Závěrečným vystoupením bylo dobytí hradu Cigognola, kde sídlilo oblastní velitelství Černých košil a Sicherheitsdienstu.

### Po druhé světové válce
Jaroslav Zvoníček se do Československa vrátil v červenci 1945. Do října 1946 působil v kanceláři Československých legií při Ministerstvu národní obrany jako referent jugoslávských partyzánů. Absolvoval kurz pro důstojníky správní zbrojní služby v Plzni a poté sloužil u různých jednotek. V roce 1954 byl v hodnosti majora jako bývalý vládní voják propuštěn z armády a odeslán do výslužby. Nadále se živil jako prodavač zmrzliny v jaroměřské cukrárně, kde pracovala jeho žena. Zabýval se též shromažďování materiálů o působení československých partyzánů v Itálii, které pak předal Vojenskému historickému archívu. Zemřel 3. října 1978 v Jaroměři.

## Vyznamenání
- Československý válečný kříž 1939
- Československá medaile Za chrabrost před nepřítelem
- Československá medaile za zásluhy I. stupně
- Jánošíkova medaile
- Odznak Československého partyzána
- Garibaldiho medaile
- Medaile Zavaterello